# EC Jean Monnet
A Jean Monnet egy gyorsvonat volt, amely a belgiumi Brüsszeli Midi/Zuid és a franciaországi Strasbourg-Ville, majd később a svájci Bázelben található Basel Hauptbahnhof között közlekedett. Az 1999-ben bevezetett vonatot a Belga Nemzeti Vasúttársaság (NMBS/SNCB), a Chemins de Fer Luxembourgeois (CFL) és a Francia Nemzeti Vasúttársaság (SNCF) üzemeltette.
A vonatot Jean Monnet (1888-1979) francia politikai közgazdászról és diplomatáról nevezték el. Az Európai Unió egyik alapító atyja, akit sokan az európai egység fő tervezőjeként tartanak számon.

## Útvonal
A Jean Monnet útvonala a következő volt:
- Brüsszel Midi/Zuid - Luxemburg - Strasbourg-Ville (- Bâle SNCF 2004-től).

| EC 296 | Ország        | Állomás              | km  | EC 295 |
| ------ | ------------- | -------------------- | --- | ------ |
| 09:54  | Franciaország | Strasbourg-Ville     | 393 | 21:16  |
| 11:17  | Franciaország | Metz Ville           | 552 | 19:48  |
| 11:37  | Franciaország | Thionville           | 582 | 19:28  |
| 12:00  | Luxemburg     | Luxembourg           | 615 | 18:50  |
| 12:25  | Belgium       | Arlon                | 642 | 18:31  |
| 13:43  | Belgium       | Namur                | 780 | 17:08  |
| 14:17  | Belgium       | Brussel Leopoldswijk | 835 | 16:29  |
| 14:27  | Belgium       | Brussel Noord        | 842 | 16:17  |
| 14:34  | Belgium       | Brussel Zuid         | 848 | 16:09  |

Különösen helyénvaló volt, hogy a Brüsszelből Luxemburgon keresztül Strasbourgba közlekedő vonatot Jean Monnet-nak nevezzék el, mivel e három város az EU fő intézményeinek a helyszíne.

## Története
A Jean Monnet először 1999. május 30-án közlekedett, az EC Edelweiss Brüsszel és Strasbourg közötti szakaszának helyettesítőjeként, amely ugyanazon a szakaszon ugyanabban a menetrendben és ugyanazzal a vonatszámmal, de tovább Svájcig közlekedett..
A kezdetben csak három kocsiból álló új vonat nem aratott nagy sikert egészen 2004-ig, amikor is meghosszabbították a vonatot Bázelig.
A vonat EuroCity-ként való besorolása vitatott volt, mivel a besorolás két kritériumának nem felelt meg: nem volt étkezőkocsija, és túl sok megállója volt, különösen Belgiumban. Ezek a problémák azt jelentették, hogy a Jean Monnet nemcsak a korábbi Trans Europ Expresszek csillogását, hanem a szokásos kritériumoknak megfelelő EuroCity szolgáltatás szerényebb színvonalát is nélkülözte.
A Jean Monnet utoljára 2011. december 10-én közlekedett.